# 类三角皿蛛
类三角皿蛛（学名：Linyphia triangularoides）为皿蛛科皿蛛属的动物。在中国大陆，分布于甘肃等地，主要栖息于草丛。该物种的模式产地在甘肃。